# Кристофер Хил
Кристофер Роберт Хил (енгл. Christopher Robert Hill; Париз, 10. август 1952) је амерички дипломата који је између 2022. и 2025. био амбасадор Сједињених Америчких Држава у Србији. Претходно је био амбасадор Сједињених Држава у Македонији, Пољској и Јужној Кореји. Дошао је на амбасадорско место у Србији скоро у исто време када је Габријел Ескобар именован за главнога америчког преговарача за Западни Балкан. Ескобар и Хил су раније заједно радили на питањима Балкана и средње Европе и припадали су истој администрацији Демократске странке.
Био је најближи помоћник Ричарда Холбрука и специјални изасланик за Косово током 1998. и 1999. године. Једно време је радио и као ванредни професор на Универзитету Колумбија у Њујорку.

## Биографија

### Образовање и мировне мисије
Хил је рођен 10. августа 1952. године у Паризу, где је његов отац био ангажован као дипломата, па је у детињству често путовао са породицом. Када су америчке дипломате протеране са Хаитија, породица се сели у Роуд Ајланд, где је Хил пошао у школу. Део детињства је провео у Београду где је ишао у други разред основне школе. Завршио је студије економије 1974. године на Боутин колеџу у Брансвику.
По завршетку студија, ступио је као волонтер у Мировни корпус и одлази за Камерун, те тамо остаје до 1976. године. Потом је полагао испит за дипломатску службу. Магистрирао је 1994. године на Поморском ратном колеџу у Њупорту.

### Дипломатија

#### Амбасадорска каријера
У Стејт департмент долази 1977. године. Од 1983. до 1985. године је био секретар за економска питања амбасаде САД у Сеулу. Између 1996. и 1999. године је био амерички амбасадор у Македонији, а током 1998. и 1999. године је био специјални изасланик за Косово. Амбасадор у Пољској је био од 2000. до 2004. године. Поново се вратио у Јужну Кореју 2004. године, као амерички амбасадор.
Био је помоћник државног секретара за источноазијске и пацифичке послове.

#### Мировна мисија у Босни и Херцеговини
Хил је био шеф преговарачког тима у Босни и Херцеговини. Тада је сарађивао са Ричардом Холбруком, као његов заменик на мировним преговорима у Дејтону 1995. године. Холбрук је у својој књизи о Дејтонским преговорима описао Хила као: „бриљантног, неустрашивог и аргументованог“ и рекао да Хил успева да буде „веома кул и веома страствен“. Хил је рекао да су преговори са Бошњацима, Србима и Хрватима били успешни јер су све стране „биле спремне да се нагоде“.
Доживео је дипломатске неуспех као специјални изасланик за Косово, а то је правдао тиме: „јер Срби нису били спремни да одустану од дављења Косова, па смо завршили у кампањи НАТО бомбардовања.“

#### Преговори са Северном Корејом
Дана 14. фебруара 2005. године, Хил је именован за шефа америчке делегације на преговорима око решавања севернокорејске нуклеарне кризе. Боравио је у дводневној посети Пјонгјангу током јуна 2007. године.
Северна Кореја услед Хилове мисије 14. јула 2007. године одлучила да затвори један нуклеарни реактор и прими међународну инспекцијску мисију.

### Контроверзе
У марту 2018. године, Хил је осудио усвајање закона против клевете од стране пољског парламента и назвао то „осветом сељака“.
Министар спољних послова Србије Ивица Дачић оптужио га је да се грубо меша у унутрашња питања Србије.

### Приватни живот
Ожењен је са Џули Ен Ричек, учитељицом из Трежур Ајланда. Са њом има троје одрасле деце.
Говори пољски, српски и македонски језик.